# Anaco (vestido)

Primero la femenina nagua que al parecer dio origen a la palabra enagua, luego una especie de poncho que cubre el torso y en tercer lugar una prenda femenina similar al tipoy.

El anaco (del quechua, anacu) es un tejido rectangular de una sola pieza, de origen precolombino, que las mujeres andinas utilizan ciñéndola a la cintura a modo de túnica o falda.

## Etimología
Según el Diccionario de la lengua española de la RAE, la palabra anaco proviene del quechua anacu.
Se encuentran varias consideraciones en el Diccionario indio del gran Tolima:
Et. Pa.  –anaku, según Beuchat.[cita requerida]
guajiro:-anaja = vestirse. (Celedon)[cita requerida]
Caribe. anakanichu' = acinturarse. (Goeje. Nouvel examen. 12).
Etimología quechua: wanku = vendaje o faja (Lira) Et Ke. –“Ein volles Tuch welches sich die Indiannerinnen um die Shultern hängen”. (Ts. 95).
Bayo[cita requerida] intenta sin fundamento derivarlo de guanaco.
Es interesante observar la homofonía y similitud semántica prehispánica con la palabra enagua[cita requerida] Definido como palabra nagua por Pedro José Ramírez Sendoya así: vestido femenino. Y trae la siguiente concideración: "Et. Ta. Nahuas = Naguas. (Goeje-N. E. 12.). En mexica existía la palabra naualol[cita requerida] o nahualotl = rodeado (Becerra).

## Historia
El uso de las prendas de vestir en América estaba, frecuente,  ligado estrictamente a las condiciones ambientales,  y no representaban estatus social. Las telas en América hacían tráfico comercial y alcanzando todo el continente americano, nacidas en América de la fibra del algodón, fique, lanas de animales como vicuña, llama o alpaca, por ejemplo el anaco de Camilaca.
Era frecuente el uso de telas como prenda de vestir en todas las culturas americanas en climas fríos estacionales o de altitud, en regiones tropicales y bajas las telas perdían el valor de protección contra el frío y adquiría mayor importancia la protección contra insectos frecuentes en las zonas tropicales que obligaban el uso de pinturas corporales con funciones de repelente contra insectos haciendo innecesario el uso de prendas hiladas de telar.